# Crocidura mdumai
Crocidura mdumai — вид ссавців родини Soricidae. Це ендемік Танзанії.

## Етимологія
Він названий на честь танзанійського природоохоронця Саймона Мдуми на честь його зусиль у вивченні екосистеми Серенгеті.

## Поширення і середовище проживання
Він обмежений Танзанією, де його можна знайти лише в лісах кратера Нгоронгоро. Середовище його проживання включає гірські ліси на краю кальдери Нгоронгоро та більш сухі ліси на південно-східному схилі.

## Опис
Голотип мав довжину від голови до крижа 81 мм і хвоста 59 мм. Має темно-коричневе хутро на спині і темно-сіре на животі.